# 깝스
《깝스》(Kopps, Kops)는 스웨덴에서 제작된 요제프 파레스 감독의 2003년 코미디 영화이다. 페레스 파레스 등이 주연으로 출연하였고 애너 안소니 등이 제작에 참여하였다. 2003년 2월 7일 스웨덴의 극장에 개봉되었다.

## 출연

### 주연
- 페레스 파레스
- 토켈 피터손

### 조연
- 고란 라그너스텀
- 시셀라 카일
- 에바 로제
- 크리스티안 피에들러
- 에릭 안봄
- 해리 골드스테인
- 미카엘 파레스
- 빅토르 프리베르그
- 잔 페어스

## 기타
- 미술: 조시핀 아스베르그

## SBS 성우진 (2004년 9월 26일)
- 엄태국 - 야콥(파레스 파레스)
- 오인성 - 베니(토르켈 페테숀)
- 윤병화 - 라세
- 이영주 - 아그네타
- 오길경 - 예시카
- 김희선
- 이철용
- 손종환
- 이장원
- 고재균